# El incidente del Enterprise (Star Trek: La serie original)
El incidente del Enterprise es el segundo episodio de la tercera temporada de Star Trek: La serie original, fue transmitido por primera vez el 27 de septiembre de 1969 y repetido el 27 de diciembre de 1968. Es el episodio número 57 en ser transmitido y número 59 en ser producido, fue escrito por D.C. Fontana y dirigido por John Meredyth Lucas. 
En la versión Bluray el título de este episodio en el audio en español es dado como El incidente del Enterprise, el mismo utilizado aquí.
Resumen: La tripulación del Enterprise se embarca en una misión secreta para robar un dispositivo de ocultamiento romulano.

## Trama
En la fecha estelar 5027.3, el capitán James T. Kirk lleva a la USS Enterprise, aparentemente sin autorización, a la Zona Neutral entre la Federación y Rómulo. Tres naves romulanas se desocultan e interceptan a la nave, y se le ordena a Kirk que se rinda. Kirk responde amenazando que destruirá al Enterprise si los romulanos intentan abordarlo. A continuación es invitado, junto con Spock, a subir a bordo de la nave insignia romulana para parlamentar. Kirk acepta siempre que los romulanos transporten simultáneamente a dos de sus oficiales a bordo del Enterprise como un intercambio.
Una vez a bordo de la nave romulana, Kirk y Spock son llevados ante una comandante que les exige una explicación por su intrusión en el espacio romulano. Kirk le explica que una falla en los instrumentos causó que la nave se desviara de su curso, pero Spock le dice que el capitán ordenó que entraran en espacio romulano en un acto de locura. Los romulanos se llevan a un furioso Kirk, acusado de espionaje, vociferando contra la traición de su Primer Oficial, al calabozo. Luego la comandante romulana ordena a Scott que siga a los romulanos a su base pero un combativo Scott rehúsa.
En el calabozo romulano, Kirk se hiere a sí mismo al lanzarse contra el campo de fuerza que protege la puerta del calabozo. Se solicita que McCoy vaya a la nave romulana para atenderlo. Con Spock a la siga, la comandante romulana le pide a McCoy que confirme los dichos de Spock respecto a la incompetencia mental del capitán Kirk, cosa que McCoy hace. Después de escuchar al doctor, la comandante romulana ordena a Spock que asuma el mando del Enterprise, Kirk masculla palabras de ultraje y disgusto, entonces se lanza contra Spock. Spock se defiende usando el pellizco vulcano contra el capitán, quien se desmaya y cae al suelo. McCoy se acerca a examinarlo y lo declara muerto.
A solas con Spock en su camarote, la comandante romulana continúa con su intento de persuadir a Spock para que se pase al lado romulano. Ella argumenta que los humanos muestran su continuo prejuicio contra los talentos y capacidades del vulcaniano al no darle el comando de una nave estelar de la Flota Estelar, pero que si el cambia su lealtad, aprenderá a gozar de la sociedad espiritual de los romulanos con ella como su consorte.
De regreso al Enterprise, Kirk retorna a la vida, emergiendo solo de un estado de animación suspendida provocado por el pellizco vulcano, y le ordena a McCoy que realice una cirugía plástica para darle una apariencia de romulano. Con su rostro alterado, Kirk se pone el uniforme de uno de los rehenes romulanos y hace que Scott lo teletransporte de regreso a la nave romulana.
Mientras la comandante romulana se está cambiando a un atuendo más confortable, Spock dirige a Kirk usando su comunicador hacia la sección de la nave romulana donde se encuentra el dispositivo de ocultamiento. Desde el puente, el subcomandante romulano Tal descubre y localiza la señal. Mientras Spock y la comandante romulana juegan eróticamente con sus manos y rostros, Tal los interrumpe y le informa a su superior acerca de la señal interceptada. Spock les confirma a los oficiales romulanas acerca de la transmisión, pero también les dice que ya es demasiado tarde - Kirk ha robado el dispositivo de ocultamiento y regresado con éste al Enterprise.
Spock toma ventaja del derecho tradicional romulano a hablar antes de ser convicto y probablemente ejecutado para ganar tiempo. Simultáneamente, Kirk asume el mando del Enterprise y Scott intenta instalar el dispositivo de ocultamiento en el Enterprise y sincronizarlo con sus deflectores. El alférez Chekov trata de distinguir entre las señales de vida vulcaniana y romulana para poder teletransportar de regreso a Spock. Finalmente logra fijar la señal de vida de Spock y lo trae de regreso al Enterprise. Cuando Spock se está desmaterializando, la comandante romulana lo abraza y son teletransportados juntos de regreso a la nave de la Federación. Cuando se encuentran en la nave son llevados al puente del Enterprise donde Kirk da la orden para regresar a espacio de la Federación. Las naves romulanas que los persiguen están a punto de disparar contra ellos cuando Scott logra activar el dispositivo de ocultamiento y el Enterprise se desvanece ante sus ojos.
Kirk ordena que la nave se dirija a la base estelar más cercana y caballerosamente invita a la comandante romulana que acepte a Spock como su escolta a su nuevo camarote. Cuando se encuentran solos en el turboascensor, la comandante romulana reconoce su derrota y expresa su amarga decepción por la traición de Spock. Este afirma que, aunque su lealtad es con la Federación, ella se subestima considerablemente si cree que él no estuvo tentado por su oferta.
Más tarde en el puente, Spock escucha a McCoy molestando al capitán al decirle que si quiere regresar a la enfermería para eliminar su apariencia romulana, o si desea parecerse el resto de su vida a su primer oficial. Spock urge al capitán que vaya, ya que las características romulanas (y por extensión las vulcanianas) en humanos no son de su agrado.

## Producción

### Redacción
El primer borrador del guion ponía a Spock besando profusamente todo el hombro de la comandante romulana, pero Nimoy insistió en cambiarlo a una más recatada caricia con los dedos. Fontana dijo en años más recientes que la escena de lluvia de besos realmente fue un embellecimiento hecho por Gene Roddenberry --una de las pocas que hizo a los guiones de la tercera temporada-- y que el guion original solo tenía un abrazo y beso, con la mayor parte de la pasión realizada por la comandante romulana.
Originalmente, tanto Kirk como McCoy eran disfrazados como romulanos e iban a bordo de la nave romulana para robar el dispositivo de ocultamiento. Fue eliminado no solo por razones de coste, sino también porque Robert H. Justman dijo que tener a McCoy haciendo una cirugía plástica en sus propias orejas sería poco creíble a menos que se contratara a otro actor para realizar la cirugía tanto en McCoy como Kirk, y por consiguiente aumentando los costes.

### Modelos
Los modelos de las naves D7 usados para las naves de guerra romulanas realmente son naves Klingon, usadas en vez del modelo del ave de presa romulana visto en el episodio El equilibrio del terror. Aunque en orden de producción el modelo fue usado por primera vez como una nave klingon en el episodio Elena de Troya, en el orden de transmisión se ve por primera vez en este episodio. Se estableció en el primer borrador del guion que los romulanos y los klingon tenían un intercambio de tecnología, donde los romulanos recibieron cuatro cruceros de batalla pesados D7 y que a cambio los klingon recibieron la tecnología de ocultamiento romulana.
Se han desarrollado dos diferentes explicaciones para este aparente intercambio de tecnología. De acuerdo a una, el equipo de producción de la serie acababa de finalizar unos nuevos modelos de naves klingon y querían mostrar el trabajo de Matt Jeffries y ayudar a impulsar las ventas de la maqueta de AMT que sería pronto puesta en venta. Otra versión dice - la que es considerada más factible por los historiadores de la serie y confirmada hasta cierto punto por el modelista y escultor Wah Chang en una entrevista en la National Public Radio realizada en 1982 - que el modelo original del Ave-de-Presa fue destruido después de su uso inicial en el episodio El equilibrio del terror. De acuerdo a la entrevista de Wah, hubo algunos problemas con respecto al pago del modelo - que él había diseñado y construido - seguido por una queja de uno de los sindicatos de efectos especiales porque Wah no pertenecía a dicho sindicato. Mientras que la no pertenencia de Wah era un problema ya que el sindicato no le permitía ser miembro de él por la simple razón de que sus habilidades eran superiores a la mayoría de los actuales miembros del sindicato, el equipo de producción de Desilu y Star Trek usaron sus servicios de todas formas, aduciendo que las maquetas ya existían. Sin embargo, el sindicato local tenía evidencia de que Wah había construido la maqueta del Ave de Presa específicamente para la serie, y después de algunas negociaciones se acordó retirar la queja si Wah no recibía ningún pago por dicha maqueta. Desilu se rindió, y devolvió la maqueta a Wah. En un arranque de furia, Wah tomó la maqueta y la destruyó con un martillo en su patio trasero.

## Remasterización del aniversario de los 40 años
Este episodio fue remasterizado en 2006 y transmitido el 5 de abril de 2008 como parte de la remasterización por el aniversario de los 40 años de la serie original. Fue precedido una semana antes por la versión remasterizada de Elena de Troya y seguido una semana más tarde por la versión remasterizada de Obsesión. Además del audio y video remasterizado, y todas las animaciones de la USS Enterprise realizadas por CGI que es el estándar de todas las revisiones, los cambios específicos para este episodio son:
- Los romulanos aún usan los cruceros de batalla klingon D7, aunque CBS Digital agregó las marcas de las Aves de Presa romulanas en sus cascos. Uno de los D7 fue reemplazado con un Ave de Presa romulana real parecida a la vista en El equilibrio del terror.
- El efecto de ocultamiento fue revisado.
- Se muestra al D7 romulano disparando sobre el Enterprise oculto (previamente, aunque se mencionaba en el diálogo, la nave romulana no era mostrada disparando sobre el Enterprise una vez que éste se ocultaba).

## Legado
El real nombre de la comandante romulana, o su destino final, no se conocen con certeza. Existen al menos tres explicaciones en las novelas de la franquicia de Star Trek --The Price of the Phoenix, Rihannsu#1: My Enemy, My Ally y Vulcan's Heart-- (en los tiempos iniciales de las novelas de la franquicia muchas novelas tendían a contradecirse entre sí, de tal forma que la comandante recibió numerosos nombres y destinos). La explicación final (y la más popular) es dada en la novela Vulcan's Heart, escrita por Josepha Sherman y Susan Shwartz, en la que se llama Liviana Charvanek. Aparentemente, algún tiempo después de los eventos de este episodio, Charvanek regresó a Rómulo (ch'Rihan) y reanudó su carrera militar.
D.C. Fontana fue coautora de una secuela titulada: "Star Trek: Year Four - The Enterprise Experiment" (en castellano: Star Trek: Año cuatro - El experimento Enterprise), una novela gráfica publicada por IDW Publishing en 2008.
Este episodio es referenciado en el videojuego Star Trek: Tactical Assault (en castellano: Viaje a las Estrellas: Asalto Táctico). Durante una misión de la Federación la nave del jugador es equipada con el dispositivo de ocultamiento romulano robado por Kirk y se le ordena lanzar un ataque sorpresa sobre una base estelar klingon.

## Nota
- Esta obra contiene una traducción  derivada de «The Enterprise Incident» de Wikipedia en inglés, concretamente de esta versión, publicada por sus editores bajo la Licencia de documentación libre de GNU y la Licencia Creative Commons Atribución-CompartirIgual 4.0 Internacional.